# Bromfenak
Bromfenak je nesteroidni antiinflamatorni lek (NSAID) koji se prodaje u SAD kao oftalmološki rastvor (brendovi prolensa i bromdej, ranija formulacija je brend Ksibrom, koji je sada ukinut) od strane ISTA Pharmaceuticals za kratkoročne, lokalne primene. Prolensa i bromdej su formulacije bromfenaka jednom dnevno, dok je Ksibrom bio odobren za primenu dva puta dnevno. U Evropskoj uniji, brend je jeloks. Bromfenak je namenjen za lečenje upale oka i bola nakon operacije katarakte.

## Osobine
Bromfenak je organsko jedinjenje, koje sadrži 15 atoma ugljenika i ima molekulsku masu od 334,165 .
| Osobina                  | Vrednost |
| ------------------------ | -------- |
| Broj akceptora vodonika  | 4        |
| Broj donora vodonika     | 2        |
| Broj rotacionih veza     | 4        |
| Particioni koeficijent ( | 2,9      |
| Rastvorljivost (logS, log(mol/L))       | -4,7     |
| Polarna površina (PSA, Å2)  | 80,4     |

## Literatura
- Hardman JG, Limbird LE, Gilman AG (2001). Goodman & Gilman's The Pharmacological Basis of Therapeutics (10. изд.). New York: McGraw-Hill. ISBN 0071354697. doi:10.1036/0071422803.
- Thomas L. Lemke; David A. Williams, ур. (2007). Foye's Principles of Medicinal Chemistry (6. изд.). Baltimore: Lippincott Willams & Wilkins. ISBN 0781768799.